# 511 Davida
511 Davida eller 1903 LU är en asteroid upptäckt 30 maj 1903 av Raymond Smith Dugan i Heidelberg. Asteroiden har fått sitt namn efter den amerikanske astronomen David Peck Todd.
Davida är sannolikt en av de tio tyngsta asteroiderna, den innehåller omkring en procent av hela massan i asteroidbältet.
Studier visar att nordpolen är riktad mot (λ , β)=(297°,21°) i elliptiska koordinater.
Den tillhör asteroidgruppen Meliboea.